# آشپزخانه (معماری ایرانی)
آشپزخانه در معماری سنتی ایرانی، معمولاً مربع یا مستطیل و نزدیک آب انبار و چاه آب ساخته می‌شد. که در خانه مشیرالملک پیشرفته ترین آن دیده می شود که در درون آشپزخانه، محلی برای پخت و پز، ذخیره چوب و تنور پخت نان و در درون دیوار آن تاقچه‌ای برای قرار دادن ابزار آشپزی و غذا تعبیه می‌شده است. 